# Saint-Rémy-sur-Creuse
Saint-Rémy-sur-Creuse è un comune francese di 410 abitanti situato nel dipartimento della Vienne nella regione della Nuova Aquitania.
Il territorio comunale è bagnato dalla Creuse.

## Società

### Evoluzione demografica
Abitanti censiti